# Arcobräu
Arcobräu est une brasserie à Moos (Bavière).

## Histoire
L'ancienne brasserie du château de Moos est mentionnée pour la premièe fois en 1567. La société est issue de la fusion de brasseries familiales pour créer la société Arcobräu en 1960. Au début des années 1990, Arcobräu reprend quelques petites brasseries dans l'est de la Bavière.
Depuis 1974, Arcobreu a organisé chaque année son propre festival folklorique à la Pentecôte, appelé Mooser Pfingstfest. En outre, Arcobräu finance depuis 1922 le deuxième festival folklorique bavarois, le Gäubodenvolksfest à Straubing.
Fin 2010 une discussion commence entre Arcobreu et la ville de Deggendorf, ce qui suscite à des soupçons de corruption d'élus locaux.
En 2014, Arcobräu collabore avec la brasserie Grünbacher basée à Erbach. En mars 2016, Arcobräu reprend la brasserie d'Irlbach. En 2016 le chiffre d'affaires était de 20,8 millions d'Euros.